# خیل‌سبزه
خیل‌سبزه، روستایی از توابع بخش گهواره شهرستان دالاهو در استان کرمانشاه ایران است.

## جمعیت
این روستا در دهستان قلخانی قرار دارد و براساس سرشماری مرکز آمار ایران در سال ۱۳۸۵، جمعیت آن زیر سه خانوار بوده‌است.